# St. Peter und Paul (Achering)
Die Filialkirche St. Peter und Paul ist die römisch-katholische Dorfkirche von Achering, einem Ortsteil der Großen Kreisstadt Freising in Oberbayern. Sie ist auch ein geschütztes Denkmal und in die Liste der Baudenkmäler in Freising eingetragen (Denkmalnummer D-1-78-124-254).

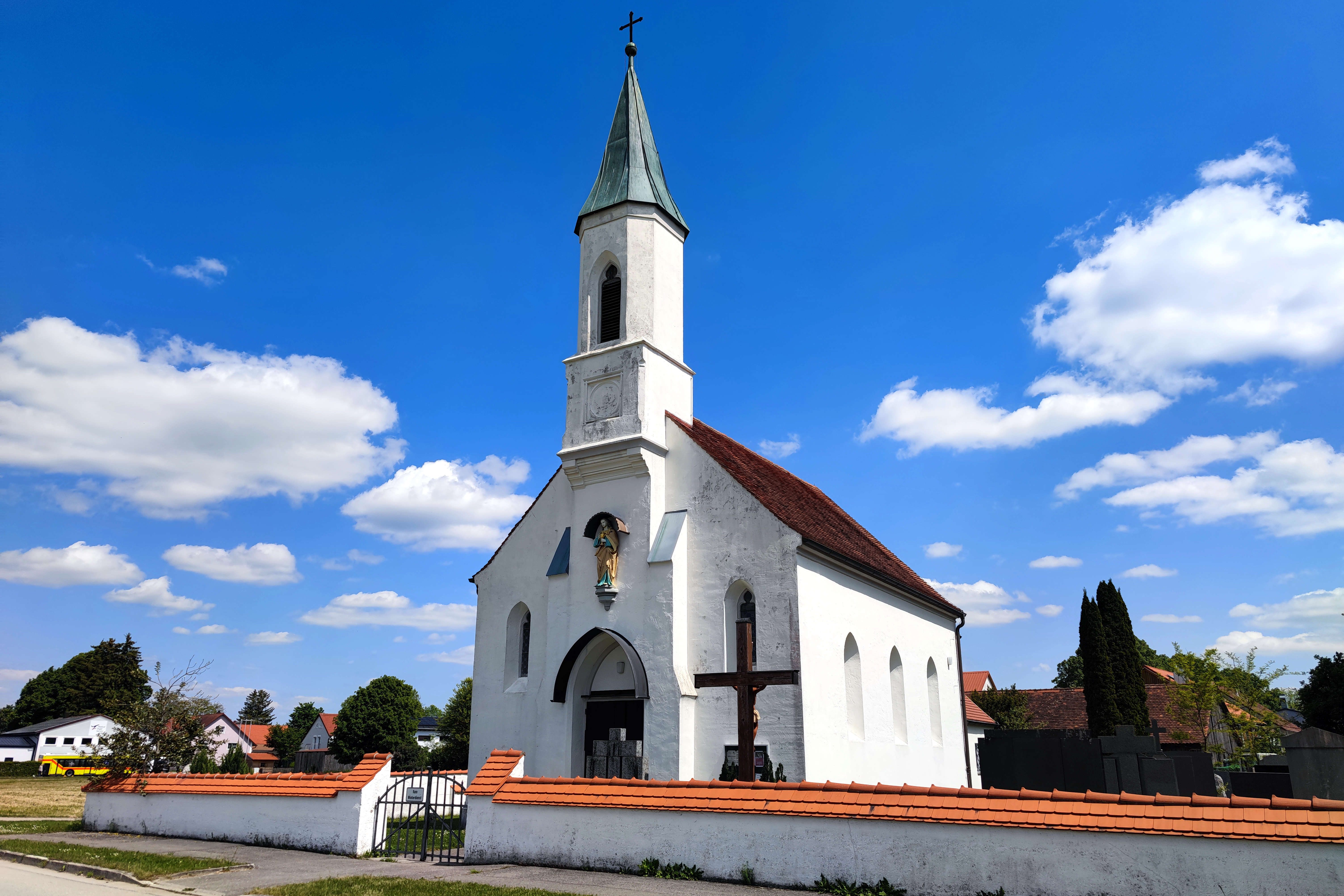
St. Peter und Paul

## Geschichte
Die Kirche wurde am westlichen Dorfrand errichtet. Der gotische Chor der Kirche stammt aus dem 15. oder frühen 16. Jahrhundert. Der rechteckige Raum wird von einem auf kleinen Kragsteinen aufsitzenden Sterngewölbe überspannt. Langhaus und Sakristei wurden 1860 von Johann Marggraf erbaut.

Zur Ausstattung der Kirche zählt eine 118 Zentimeter hohe Holzfigur vom Beginn des 16. Jahrhunderts, die den heiligen Sebastian in fürstlichem Gewand darstellt. In der Rechten hält er zwei Pfeile.

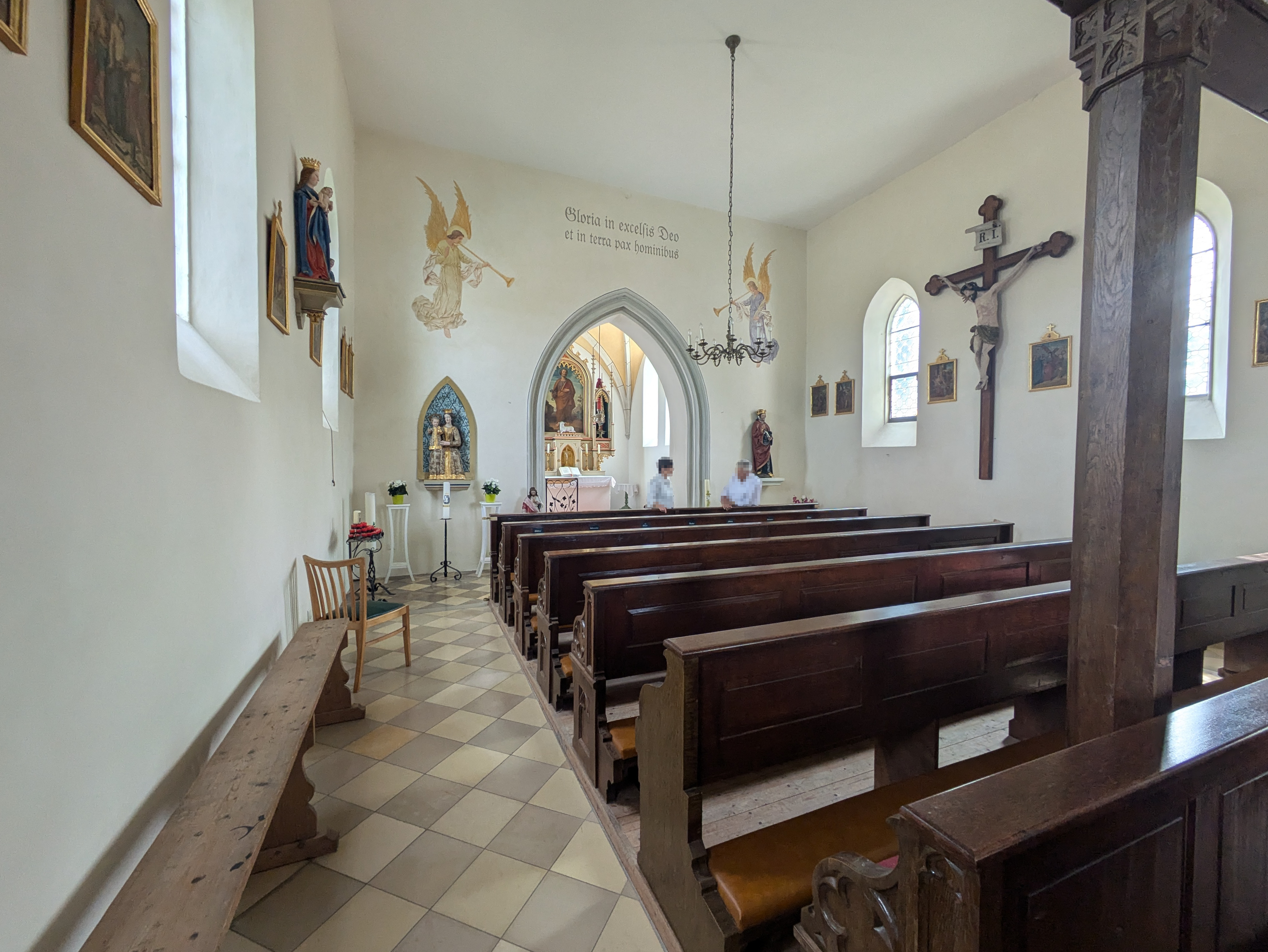
Innenraum
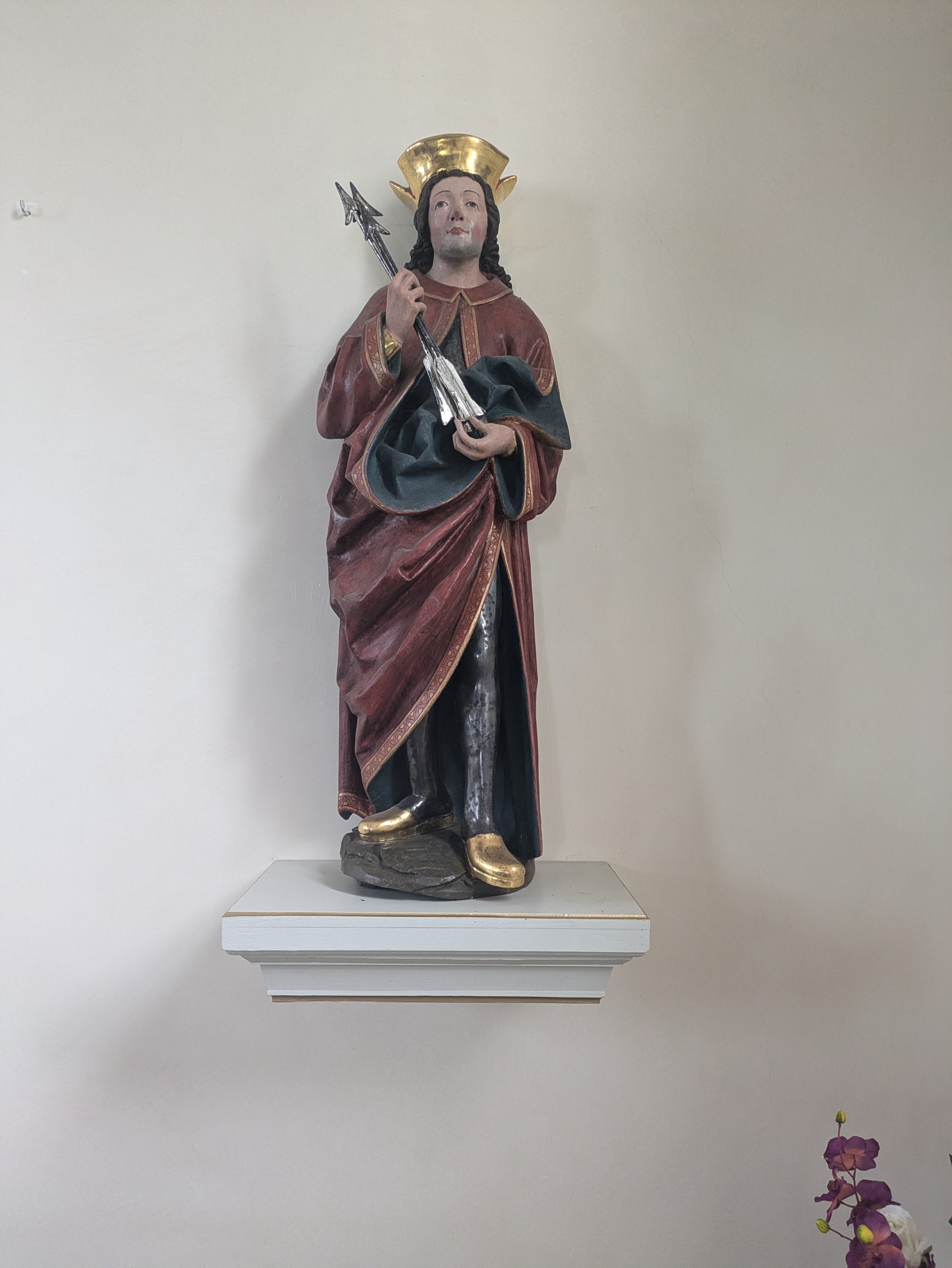
Hl. Sebastian
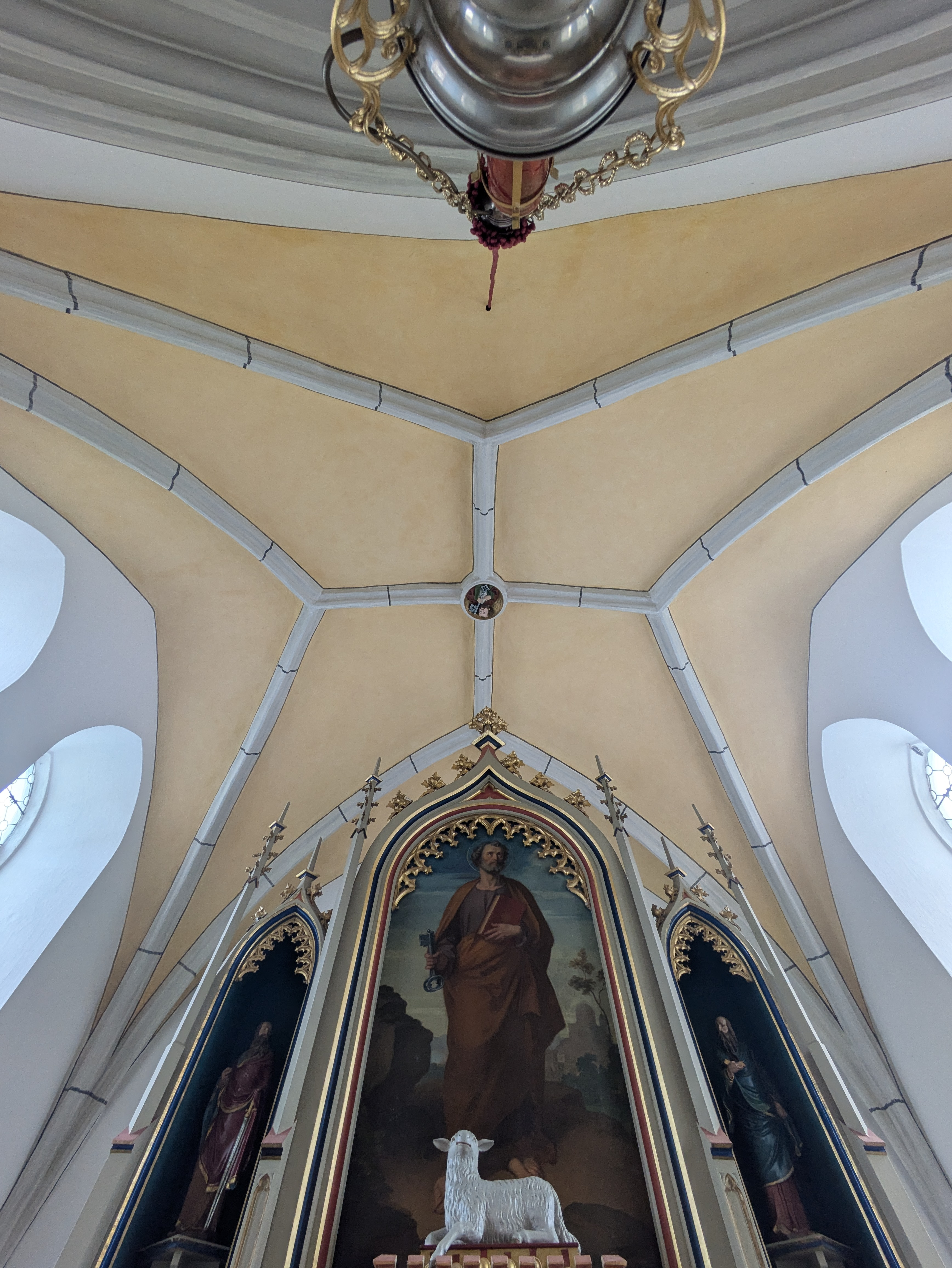
Decke im Chor
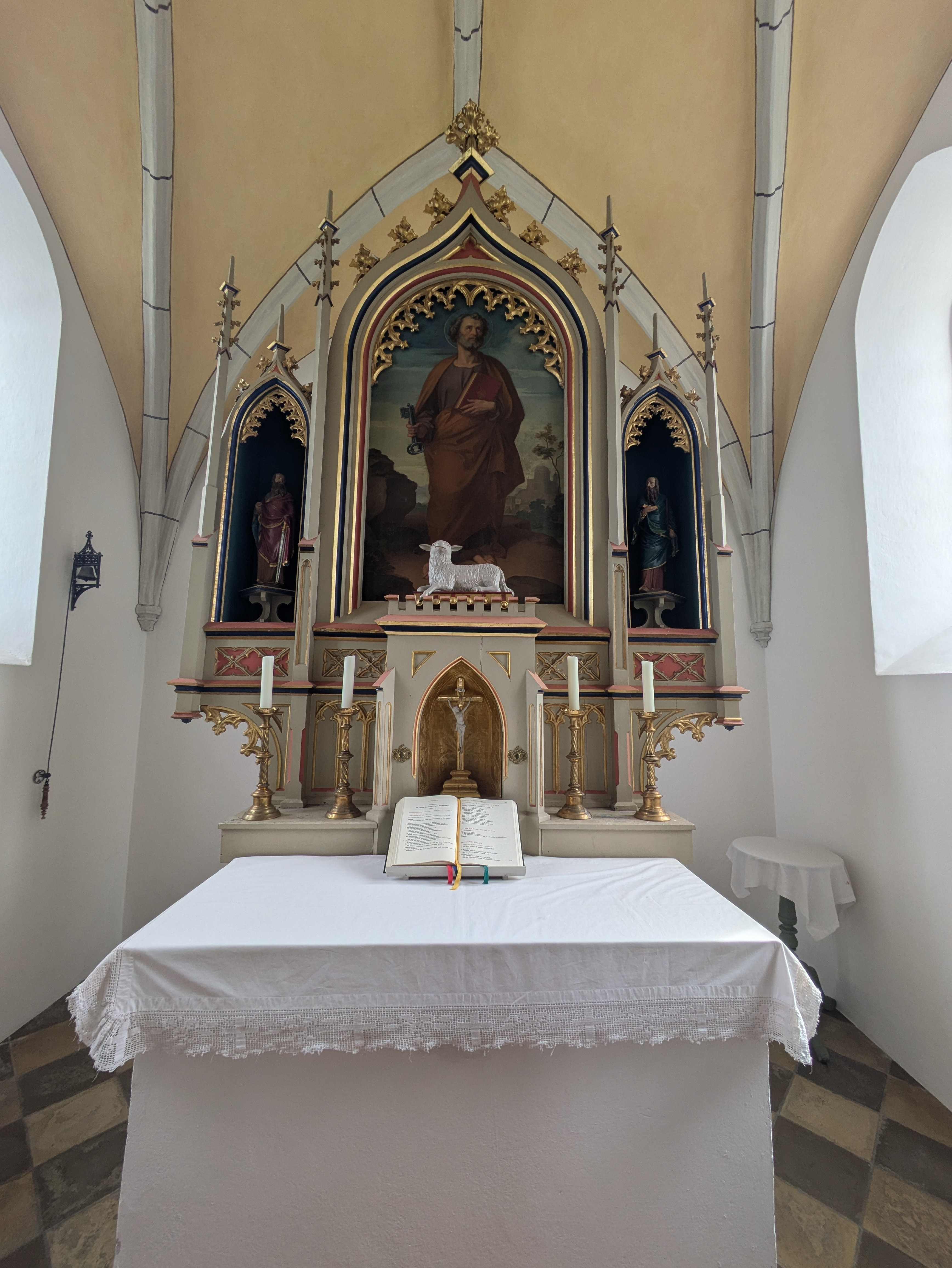
Altar

## Orgel
Die Orgel auf der Empore aus dem Jahr 1785 ist das letzte erhaltene Instrument des Messners, Lehrers und Orgelbauers Johann Pfaffenbichler (1717–1803) aus Götting im Kreis Rosenheim wurde in den Jahren 2023 und 2024 in über 1000 Arbeitsstunden renoviert. Die Disposition besteht aus Copel 8’, Flauto 4’, Principal 4’, Suboctav 2’, Quint 1 1/3’, Octav 1’, Pedal C-c0 Subbass 16’. Das Instrument hat eine fest angehängte Pedalkoppel.
Nach der Erbauung 1785 wurde das Instrument in den Jahren 1872 und 1885 erstmals dokumentiert repariert: „Diese Orgel wurde reparirt unter der Leitung des Herrn Jakob Müller Orgelbauer in Rosenheim und seines Gehilfen Joh: Nep: Heißler.-Pringruber, Lehrer in Götting. MDCCCLXXII.“ Weitere Reparaturen sind für die Jahre 1924, 1947 und 1951 fassbar.

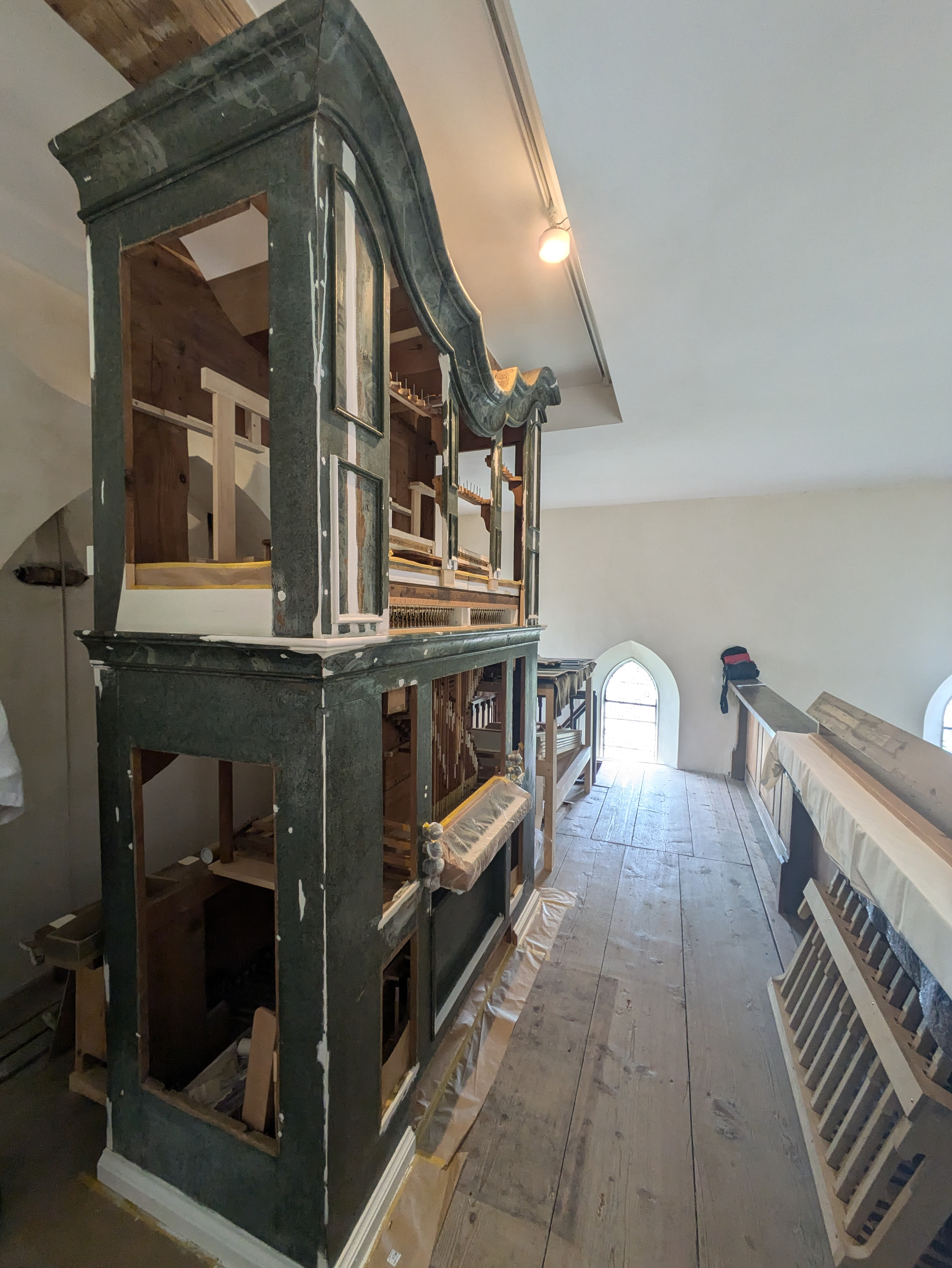
Orgel bei der Renovierung
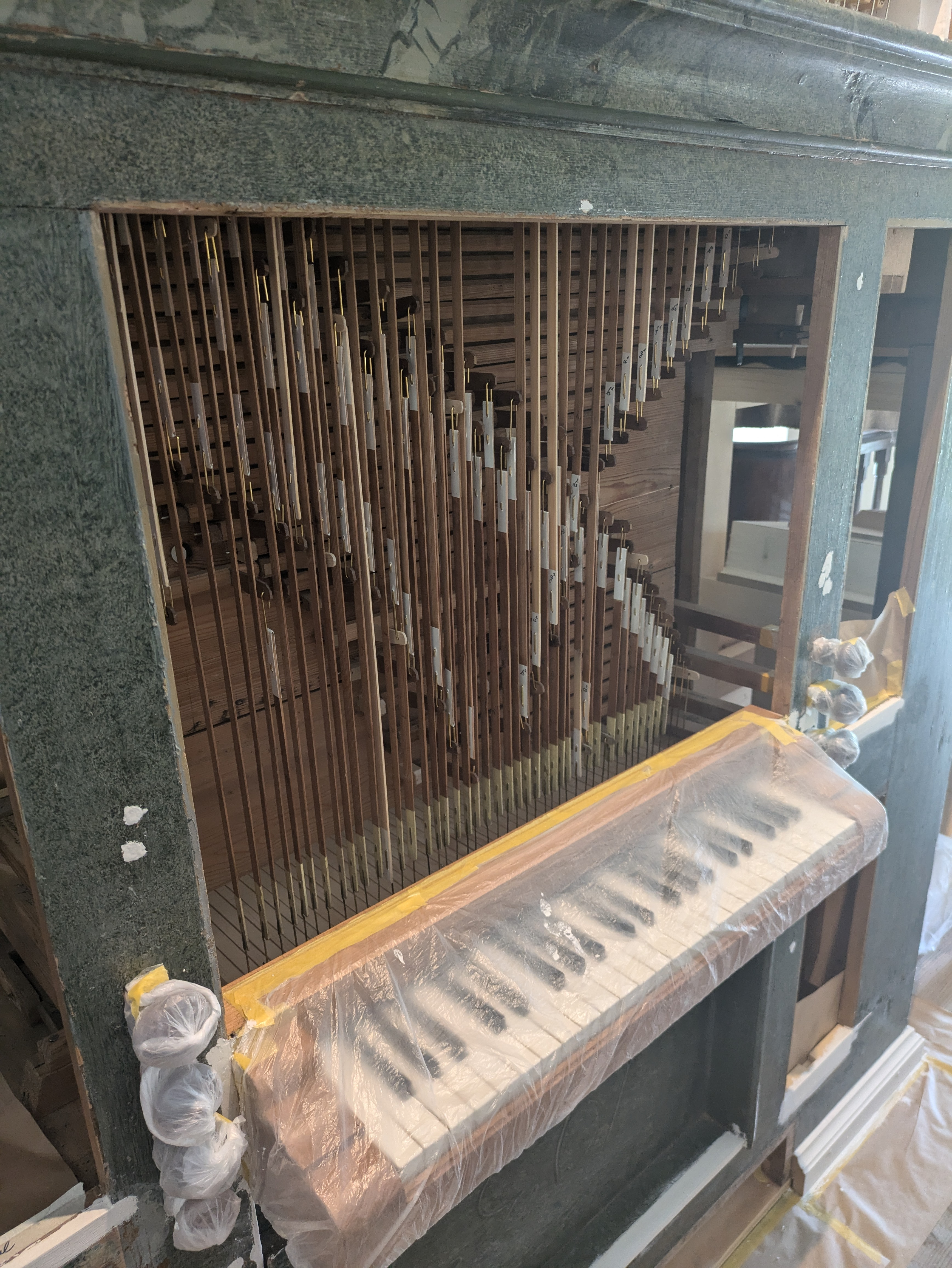
Orgel bei der Renovierung
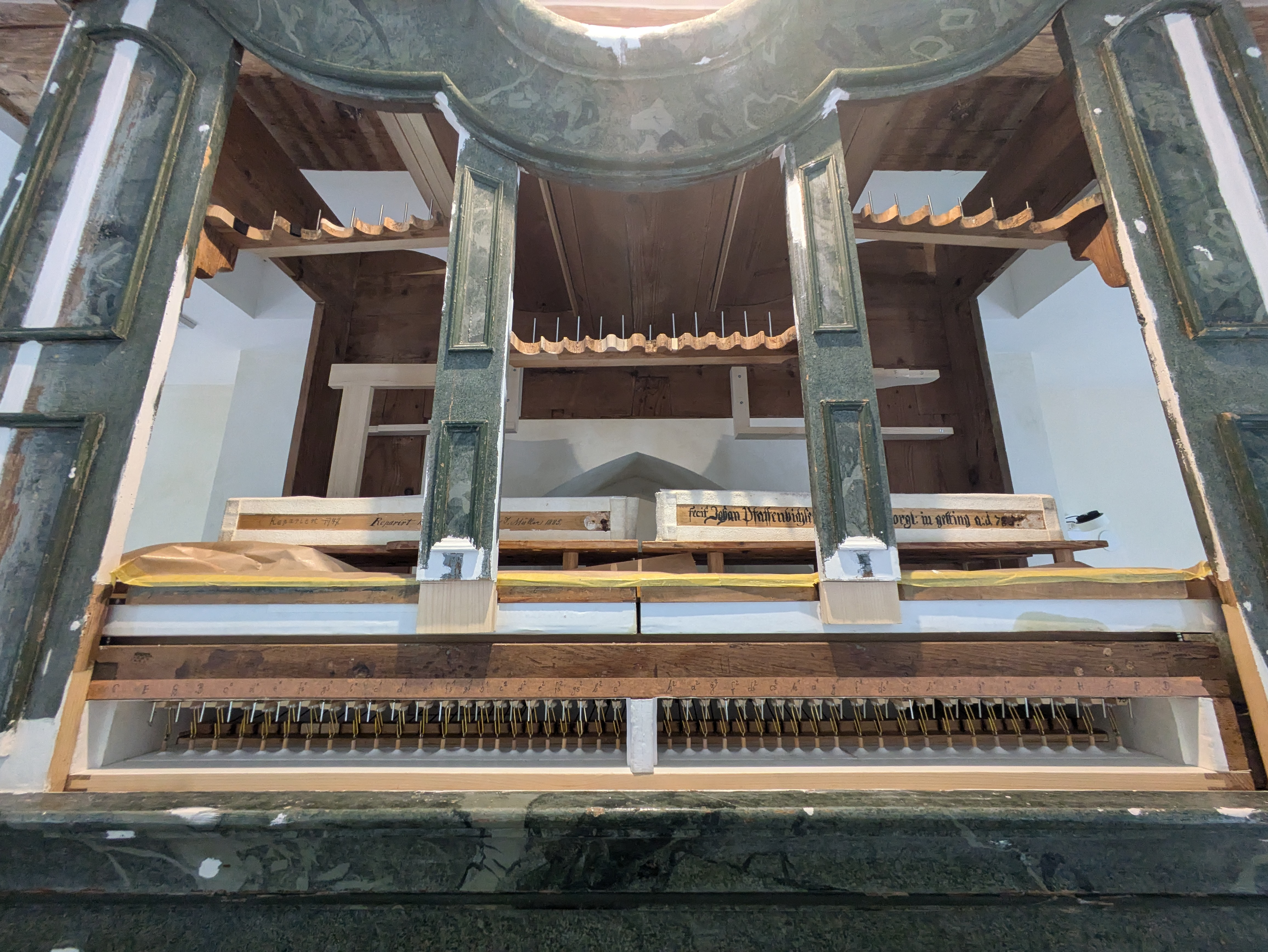
Orgel bei der Renovierung